# Campeonato Italiano de Superturismos
El Campeonato Italiano de Superturismos (en italiano: Campionato Italiano Superturismo) fue una competencia de turismos que se disputó en Italia entre los años 1987 y 1999, y luego desde 2005 hasta 2008.
Inicialmente, el reglamento de los automóviles era de desarrollo propio; en 1993 se adoptó la homologación Superturismo. Los títulos fueron repartidos entre los equipos oficiales de Alfa Romeo y BMW, salvo un paréntesis entre 1994 y 1996, cuando Audi fue la marca dominante.
Para la temporada 2000, la categoría se disolvió y transformó en la Copa Europea de SuperTurismos, luego en el Campeonato Europeo de SuperTurismos en 2001 para el año siguiente en el Campeonato Europeo de Turismos. El Campeonato Italiano de Superturismos resurgió en el año 2005, al mismo tiempo que la categoría europea se convirtió en el Campeonato Mundial de Turismos.

## Campeones
| Año  | Piloto                 | Automóvil      |
| ---- | ---------------------- | -------------- |
| 1987 | Michele Di Gioia       | BMW M3         |
| 1988 | Gianfranco Brancatelli | Alfa Romeo 75  |
| 1989 | Johnny Cecotto         | BMW M3         |
| 1990 | Roberto Ravaglia       | BMW M3         |
| 1991 | Roberto Ravaglia       | BMW M3         |
| 1992 | Nicola Larini          | Alfa Romeo 155 |
| 1993 | Roberto Ravaglia       | BMW Serie 3    |
| 1994 | Emanuele Pirro         | Audi 80        |
| 1995 | Emanuele Pirro         | Audi A4        |
| 1996 | Rinaldo Capello        | Audi A4        |
| 1997 | Emanuele Naspetti      | BMW Serie 3    |
| 1998 | Fabrizio Giovanardi    | Alfa Romeo 156 |
| 1999 | Fabrizio Giovanardi    | Alfa Romeo 156 |
| 2005 | Alessandro Zanardi     | BMW Serie 3    |
| 2006 | Roberto Colciago       | SEAT León      |
| 2007 | Cesare Cremonesi       | BMW Serie 3    |
| 2008 | Massimo Arduini        | Honda Accord   |